# Gisagara
Gisagara è un comune del Burundi situato nella provincia di Cankuzo con 57.322 abitanti (censimento 2008).

## Geografia antropica

### Suddivisioni amministrative
Il comune è suddiviso in 23 colline.